# Newsies
Newsies ist ein Musical, das auf dem Disney-Film Newsies – Die Zeitungsjungen aus dem Jahr 1992 basiert und den Streik New Yorker Zeitungsjungen im Jahr 1899 thematisiert. Die Musik stammt, wie bereits bei der Filmvorlage, von Alan Menken, der zahlreiche Musiktitel aus dem Film übernommen hat und durch weitere Titel ergänzt hat. Die Weltpremiere war im Jahr 2011 und von 2012 bis August 2014 lief das Musical am New Yorker Broadway.

## Inhalt
1. Akt
Der Zeitungsjunge Jack Kelly, der davon träumt, eines Tages New York zu verlassen und nach Santa Fe zu ziehen, lebt gemeinsam mit zahlreichen weiteren Zeitungsjungen, von denen die meisten Waisenkinder und obdachlos sind, in einem Heim in Manhattan. Beim morgendlichen Kaufen der neuesten Zeitungen trifft Jack Davey und seinen kleinen Bruder Les, die im Gegensatz zu den anderen ein Zuhause und eine Familie haben. Da ihr Vater aufgrund eines Arbeitsunfalls arbeitslos wurde, müssen auch sie Geld als Zeitungsjungen verdienen.
Als Jack die junge Journalistin Katherine Plumber kennenlernt, versucht er mit ihr zu flirten, wird jedoch von ihr abgewiesen. Als die Zeitungsjungen erfahren, dass Joseph Pulitzer, der Herausgeber der New York World, die Einkaufspreise der Zeitungen erhöht hat, was ihre geringen Verdienste noch weiter schmälert, organisieren sie einen Streik unter der Führung von Jack. Katherine sieht ihre Chance, durch die Berichterstattung über den Streik ihre Karriere als Journalistin zu fördern. Durch den Einsatz von Polizei und Streikbrechern, scheitert der Streik jedoch und Jacks bester Freund, Crutchie, wird verprügelt und festgenommen.
2. Akt
Als Katherine am nächsten Morgen den Zeitungsjungen zeigt, dass ihr Artikel über den Streik es in der konkurrierenden Zeitung New York Sun auf die Titelseite geschafft hat, sind sie begeistert und schöpfen neue Hoffnung. Doch Jack will die Zeitungsjungen nicht wieder in Gefahr bringen. Als ihn die anderen daran erinnern, dass Crutchie befreit werden muss, beginnt er jedoch, seine Meinung zu überdenken.
Im Verlagsgebäude der New York World belauscht Katherine heimlich ein Gespräch, in dem Pulitzer erfährt, dass Jack ein entflohener Krimineller ist, der Nahrung und Kleidung gestohlen hat. Als Jack eintrifft, um Pulitzer zur Rede zu stellen, bietet dieser ihm einen Handel an: wenn er dafür sorge, dass der Streik abgesagt wird, will Pulitzer nicht nur seine Schulden bezahlen, sondern ihm auch genug Geld geben, um nach Santa Fe gehen zu können. Als Jack erfährt, dass Katherine die Tochter von Pulitzer ist, ist er schwer enttäuscht, dass sie ihm dies verschwiegen hat.
In der Zwischenzeit hat Spot Conlon, Anführer der Brooklyner Zeitungsjungen, den Manhattaner Zeitungsjungen die Solidarität erklärt und will mit ihnen gemeinsam für bessere Arbeitsbedingungen kämpfen. Doch als Jack die Zeitungsjungen versammelt, empfiehlt er ihnen widerwillig, Pulitzers Angebot anzunehmen. Die anderen Zeitungsjungen sind schockiert und wenden sich von Jack ab. Als Jack und Katherine sich nochmal treffen, versichert diese ihm, dass sie immer auf seiner Seite stand und kritisiert ihn dafür, dass er ihr nicht die Wahrheit über seine kriminelle Vergangenheit anvertraut hat. Als sie eine Zeichnung von Jack sieht, auf der sie die Zustände im Heim erkennt, wird ihr klar, dass Jack die Nahrung und Kleidung für die anderen Zeitungsjungen gestohlen hat, um ihnen zu helfen.
Schließlich helfen die beiden den anderen Zeitungsjungen bei der Veröffentlichung einer eigenen Streikzeitung, die den Gouverneur Theodore Roosevelt erreicht, der sich auf ihre Seite stellt. Mit dem Rücken zur Wand stimmt Pulitzer der Forderung zu, jede nicht verkaufte Zeitung von den Zeitungsjungen zurückzukaufen, so dass diese nicht den Verlust zu tragen haben. Crutchie wird befreit, das Heim wird geschlossen und der Streik wird beendet. Als Jack sich von Katherine verabschieden will, um endlich nach Santa Fe zu ziehen, erklärt diese ihm, dass sie ihm überall hin folgen will. Schließlich beschließt Jack in New York zu bleiben und weiterhin als Zeitungsjunge zu arbeiten.

## Musiktitel
1. Akt
- Ouvertüre
- Santa Fe (Prolog) – Jack und Crutchie
- Carrying the Banner – Ensemble
- The Bottom Line – Pulitzer, Seitz, Bunsen, Hannah und Nunzio
- That's Rich – Medda
- Don't Come A-Knocking / I Never Planned on You – Jack, Katherine und Bowery Beauties
- The World Will Know – Jack, Davey, Les und Zeitungsjungen
- The World Will Know (Reprise) – Jack, Davey, Les und Zeitungsjungen
- Watch What Happens – Katherine
- Seize the Day – Davey und Ensemble
- Santa Fe – Jack

2. Akt
- King of New York – Davey, Les, Katherine und Zeitungsjungen
- Watch What Happens (Reprise) – Jack, Davey, Katherine und Les
- The Bottom Line (Reprise) – Pulitzer, Seitz und Bürgermeister
- Brooklyn's Here – Spot Conlon und Zeitungsjungen
- Something to Believe In – Jack und Katherine
- Seize the Day (Reprise) – Zeitungsjungen
- Once and for All – Jack, Davey, Les, Katherine, Darcy, Bill und Zeitungsjungen
- Seize the Day (Reprise) – Davey und Zeitungsjungen
- Finale – Ensemble

## Aufführungen
- 25. September 2011 – 16. Oktober 2011: Paper Mill Playhouse, Millburn, New Jersey
- 15. März 2012 – 24. August 2014: Nederlander Theater, Broadway, New York City (1.005 Vorstellungen)
- ab Oktober 2014: Nordamerika-Tour
- Februar 2017 – Kinovorführung einer Aufzeichnung der Broadway-Inszenierung in Deutschland, Österreich und anderen Ländern.
- London November 2022 (verlängert bis Juli 2023) im Troubadour Wembley Park Theatre als "immersive production" mit einer völlig neuen Choreographie.

## Auszeichnungen
Das Musical war bei den Tony Awards 2012 für insgesamt acht Auszeichnungen nominiert, wovon zwei gewonnen werden konnten: die Auszeichnung Beste Musik für Alan Menken und Jack Feldman sowie Beste Choreographie für Christopher Gattelli. Bei den Drama Desk Awards 2012 war das Stück für insgesamt sechs Auszeichnungen nominiert, wovon zwei gewonnen werden konnten: wiederum eine Auszeichnung für Alan Menken für Herausragende Musik und eine für Christopher Gattelli für Herausragende Choreographie. Im Jahr 2013 war die Musik in der Kategorie Best Musical Theater Album für einen Grammy nominiert. Nominierung 2023 für einen Olivier Awards beste Choreographie.

## Tonträger
- Newsies – The Musical (Original Broadway Cast Recording, 2012)

## Aufzeichnung
Die Tournee-Inszenierung des Stücks wurde im Pantages Theatre in Los Angeles aufgezeichnet und im Februar 2017 in Kinos übertragen. Zu diesem Anlass wurde das Tour-Ensemble auch von einigen Darstellern der originalen Broadway-Version ergänzt, die wieder in ihren ursprünglichen Rollen auftraten.